# Macrodorcas groulti
Macrodorcas groulti là một loài bọ cánh cứng trong họ Lucanidae. Loài này được Planet mô tả khoa học năm 1894.